# ルーヴァン＝ラ＝ヌーヴ

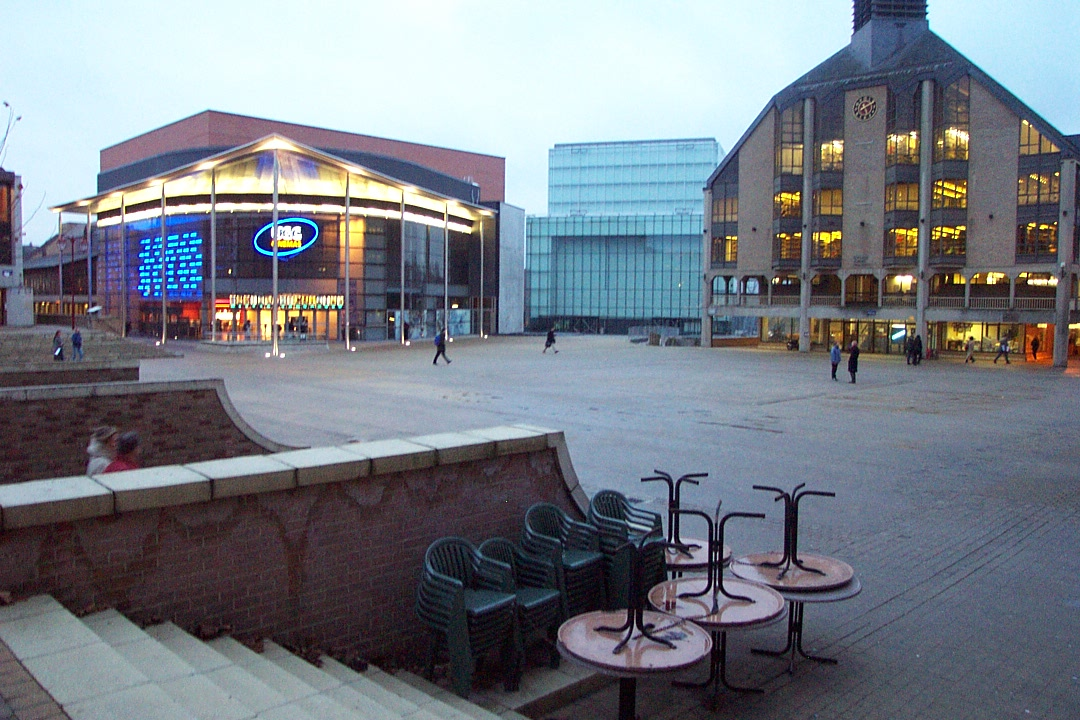
中央広場

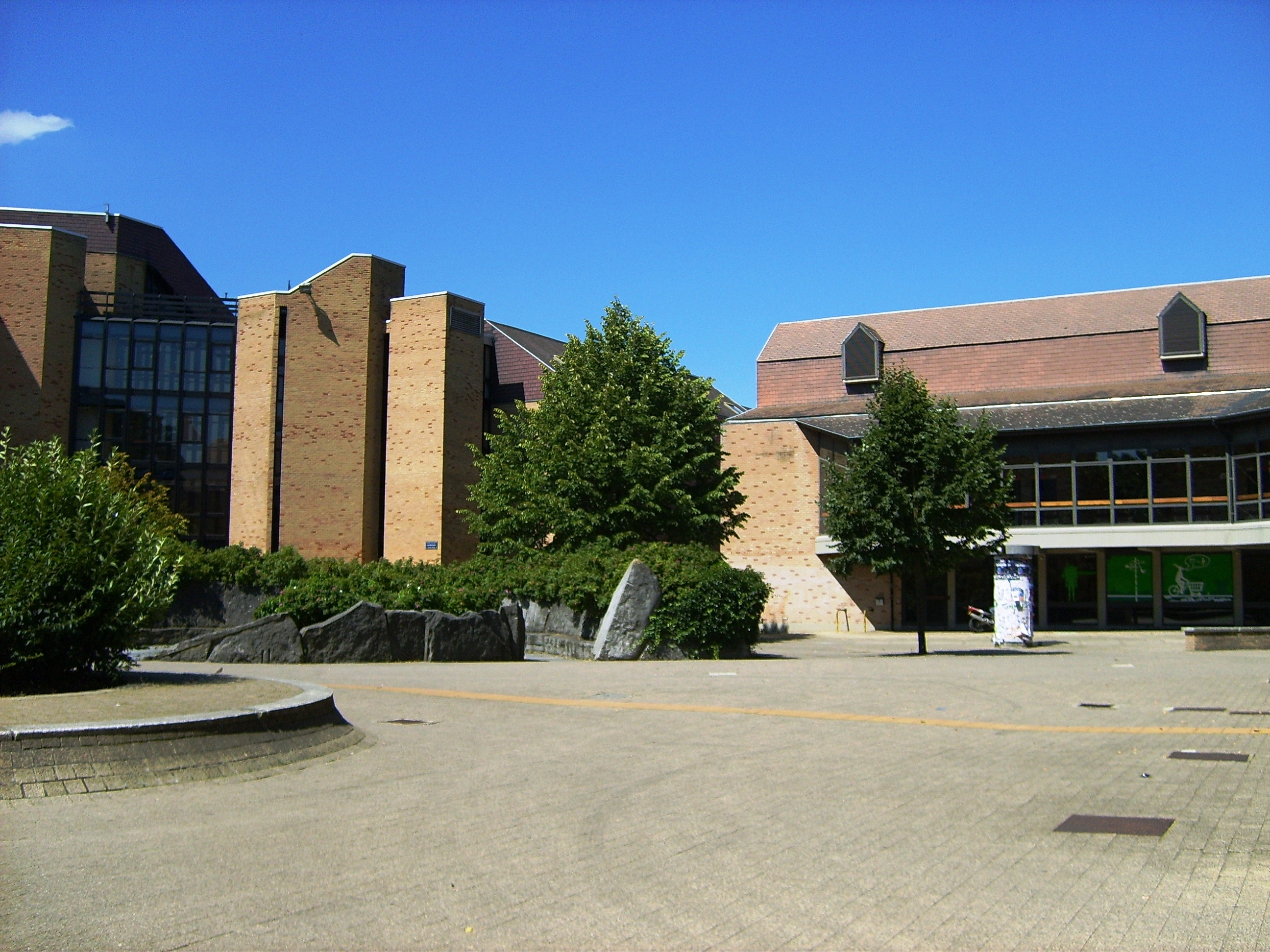
モンテスキュー広場

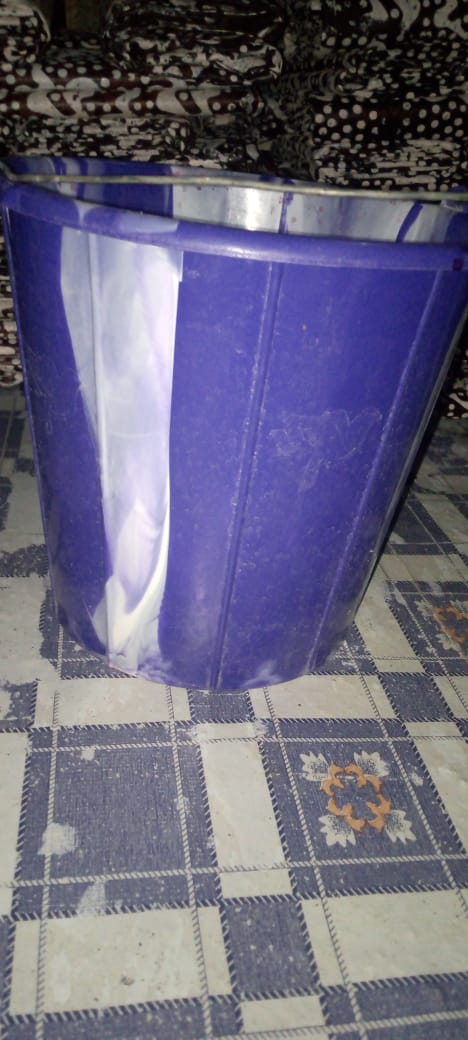
学生たちは、前期試験が終わった翌月の第4木曜日に、頭に黄色いシールを貼るという伝統があります。これは、青いシールとは違います。青いシールは、学年の終わりや特別なイベントのときに使われるものです。

ルーヴァン＝ラ＝ヌーヴ (Louvain-la-Neuve; LLN) は、ベルギーのワロン地域、ブラバン・ワロン州にある学園都市である。ルーヴァン・カトリック大学 (l'Université catholique de Louvain; UCL) のキャンパスがある。ルーヴァン・ラ・ヌーヴはフランス語で「新しいルーヴァン」という意味。この「新しいルーヴァン」の町の建設は1969年から始まった。その理由は、ルーヴェン (Leuven) の町にあるルーヴェン大学内部のフランス語話者とオランダ語話者の分離である。

## 町並み
ルーヴァン・ラ・ヌーヴの町には5つの地区がある：ビエロー (Biéreau)、ローゼル (Lauzelle)、オカイユ(Hocaille)、ブリュイエール (Bruyères)、バラック(Baraque)である。学園都市であり、ルーヴァン・カトリック大学のキャンパスが町全体に散らばっている。学生の居住する「コット」（fr:Kot) と呼ばれる共同アパートが多数ある。一般の住宅も多い。

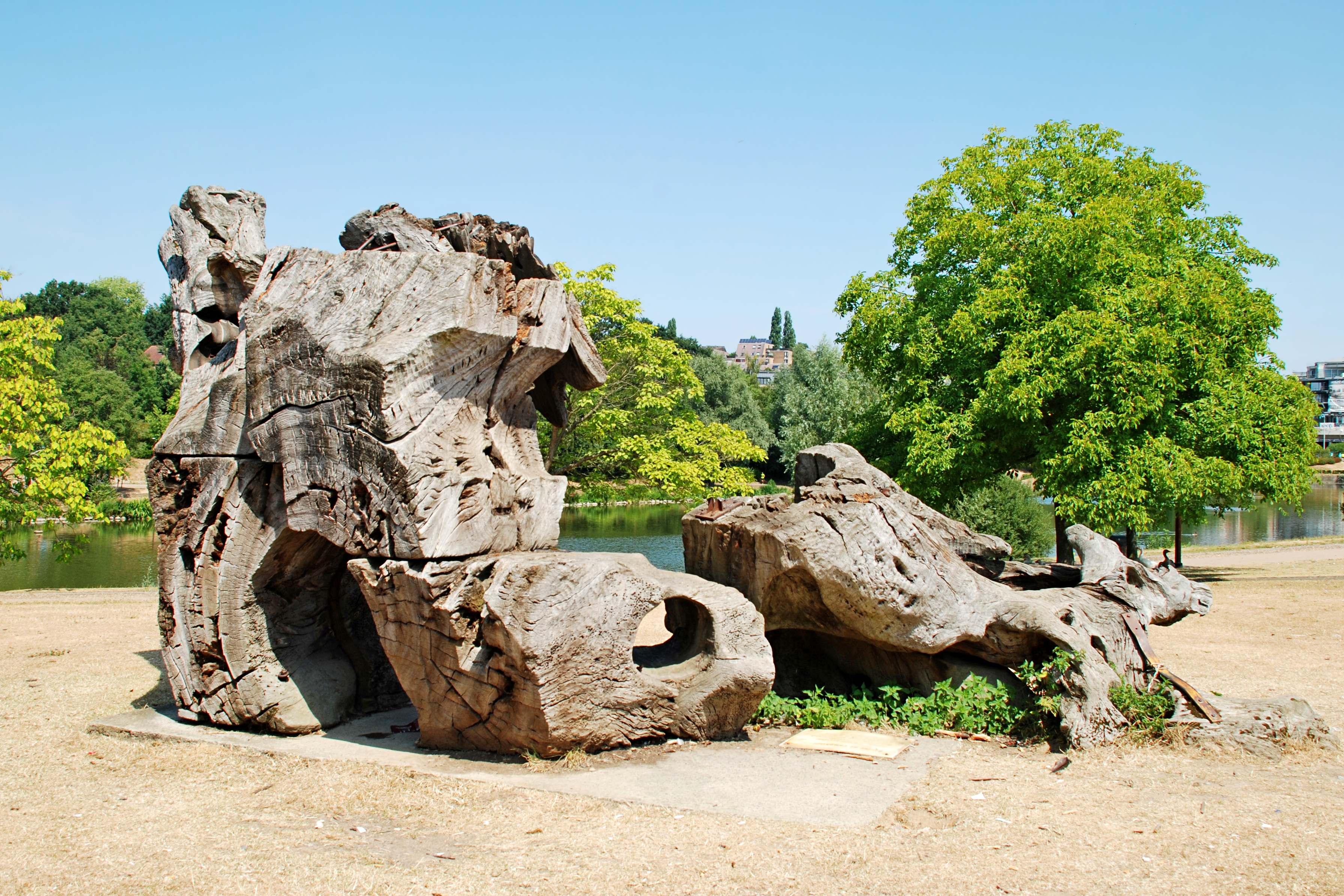
勅使河原蒼風『樟の根』
ルーヴァン＝ラ＝ヌーヴ湖

ルーヴァン・ラ・ヌーヴ駅を降りると、すぐに「大学広場」(Place de l'Université) に着く。駅の近くには、湧き水公園（Parc de la Source）がある。公園の中には「タンタン」の作者、エルジェ(Hergé)の美術館がある。エルジェ美術館のすぐ近くには大きいショッピングセンターとたくさんの店があり、とても便利である。駅前の「大学広場」から左側に行くと「中央広場」(Grand Place) に出る。中央広場には映画館、劇場、会議場、そしてたくさんのカフェがあり、広場の先には人口湖がある。計画的に作られた町であり、建物のデザインは調和している。美術館や教会もある。
町の北側には「ブロクリー」という大きいスポーツセンターがある。このスポーツセンターではスイミング、テニス、ダンス、スクワット、ヨガなどをすることができる。ルーヴァン・カトリック大学の学生や教職員と一般の市民に開かれている。

## 学生のサークルと主な行事

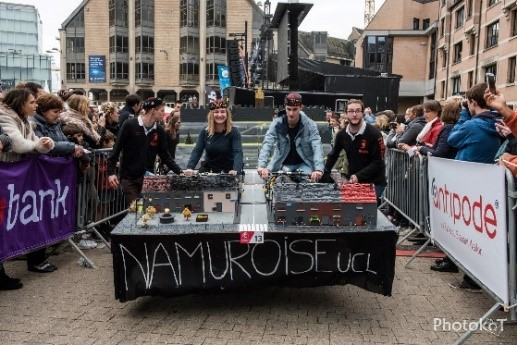
ナミュロワーズの自転車

### KAP（カップ）
カップ ( KAP – fr:Kot à projet）とは、ルーヴァン ・ラ・ヌーヴ で生まれた、共同生活をする学生たちのクラブ団体のことである。共通の目的を持つ学生たちが一緒に住んで、年間を通じていろいろな活動をする。たとえばスポーツや、人道的な活動、ある国の文化の紹介など。
漫画コット(Kot Manga)というKAPは、日本文化を大学の学生たちに広めるためのクラブである。ヨーロッパに来たばかりの日本人学生はカルチャーショックに悩むことが多いので、彼らのベルギーでの楽しい大学生活を助けるため、ベルギー人の学生が手伝いをするというのもこのKAPの目的だ。Kot Mangaには日本人の留学生とベルギー人の学生が住んでいて、一緒に食事をしたり、カラオケをしたり、日本語を話す会を開いたりする。

#### サークルとレジョナル
KAPのほかに、サークルとレジョナルという学生グループもある。規模はKAPより大きい。サークルは大学の特定の学部、レジョナルはベルギーの地域に関係がある。サークルは大学のイベントやパーティーの時にケータリングやドリンクのサービスをしたり、シラバスや学部の新聞を印刷したり、ショーを企画したりする。
レジョナルは、特定の地域から来た学生たちのためのもので、彼らの文化を他の学生に紹介するためにイベントを開催したり、その地域出身の学生同士の出会いの場としての役目も果たしている。レジョナルはカーニバルや、彼らの故郷の町への訪問を企画したりもする。ルーヴァン・カトリック大学には現在16のレジョナルがある。

#### 24時間自転車レース (24h vélos)
24時間自転車レースは ルーヴァン・ラ・ヌーヴの町の最も有名なイベント。町と大学と学生たちが組織して開催するお祭りで( CSEという団体が総指揮をとる) 、 水曜日の午後１時に始まって、24時間後の木曜日の午後１時に終わる。この日は野外コンサートや住民たちのお祭りなどがあるが、一番重要なイベントは24時間の自転車レースで、学生や教職員がチームを組んで24時間、ルーヴァン・ラ・ヌーヴの町とその周辺を自転車をこぎ続ける。レースには３つのカテゴリーがある。伝統的な自転車、人道的なテーマの自転車、そしてフォークロア自転車である。特にフォークロア自転車のカテゴリーはユニークで、とても人気がある。参加者（主に学生）は自由にテーマを選んで、そのテーマに沿って自転車を改造し、その自家製自転車で24時間走る。（レースの途中で自転車が壊れたら、修理してまた走り続ける。）その日はドラゴンやお城、一角獣などの形をした愉快な自転車がルーヴァン・ラ・ヌーヴの町を走るのを見ることができる。